# The Galaxies
The Galaxies foi uma banda de rock psicodélico formada na capital paulista por volta de 1967.
Em 2016, o único álbum lançado pelo grupo (The Galaxies, 1968) foi mencionado no livro "Lindo Sonho Delirante – 100 Discos Psicodélicos do Brasil", do jornalista, pesquisador e colecionador de LPs, Bento Araújo.

## História
Conforme a revista do rock Senhor F, "as primeiras manifestações psicodélicas no Brasil ocorreram em São Paulo, por meio de grupos como The Beatniks, Os Baobás e The Galaxies, que introduziram em seus repertórios clássicos do gênero produzido nos Estados Unidos, especialmente."
Foi neste contexto que o The Galaxies surgiu no circuito do rock de garagem paulista, mas com uma formação singular: os brasileiros Zeca de Aquino (bateria), Alcindo Maciel (baixo), a americana Jocelyn Anne Odams (vocal e maracas) e o inglês David Charles Odams (guitarra e vocal).
Ao contrário dos demais grupos da Jovem Guarda, que faziam “versões” com letras em português (e que muitas vezes pareciam uma piada), o inglês era a língua original do The Galaxies. E enquanto o repertório de covers das demais bandas contemporâneas ficava centrada quase que apenas na fase inicial dos Beatles e Rolling Stones, o quarteto estava muito mais sintonizado com o que andava rolando no rock mundial na época.
Em 1968 eles lançaram o único álbum da banda, intitulado "The Galaxies". Com poucas cópias prensadas, o disco acabou se tornando um dos mais raros do rock brasileiro, sendo procurado por colecionadores de psicodelia sessentista em todo o mundo.
Um ano após o lançamento do álbum, David e Jocelyn resolveram se casar e se mandaram para os Estados Unidos naquele mesmo ano, encerrando as atividades do grupo.
No final dos anos 90 e início dos 2000, em matérias publicadas pela revista Senhor F, a banda foi retirada da obscuridade.

## Formação
- Zeca de Aquino (bateria)
- Alcindo Maciel (baixo)
- Jocelyn Anne Odams (vocal e maracas)
- David Charles Odams (guitarra e vocal).

## Discografia
| Ano  | Álbum        | Info                                                                         | Selo                                           |
| ---- | ------------ | ---------------------------------------------------------------------------- | ---------------------------------------------- |
| 1968 | The Galaxies | Lançado em formato vinyl                                                     | Som Maior Label Brazil                         |
| 2002 | The Galaxies | Relançamento parcial (com apenas 8 faixas) e pirata em vinil de 10 polegadas | Misty Lane                                     |
| 2015 | The Galaxies | Relançamento oficial em formato vinyl e CD                                   | Record Collector Brasil e 180 Selo Fonográfico |